# Иван Боладо
Иван Боладо Паласиос е роден в Испания футболист, национал на Екваториална Гвинея.
Играл е в ЦСКА (София).

## Кариера
Боладо е юноша на Расинг Сантандер. Изиграва общо 44 мача за първия тим, в които бележи 6 гола. През сезон 2008/09 е преотстъпен в тима на Елче от Сегунда дивисион. През лятото на 2011 г. подписва с Картахена.
В началото на 2012 г. Боладо е избран сред 23-тата играчи на Екваториална Гвинея за Купата на Африканските нации. Той дебютира за националния тим на 6 януари, в приятелски мач срещу Южна Африка.
ЦСКА
В края на февруари 2012 г. Боладо разстрогва контрактът си с Картахена. На 1 март идва в България, а ден по-късно подписва договор с ЦСКА (София) и избира да играе с фланелка с №9 на гърба. Още в първия си мач Боладо получава тежка травма и не се появява в игра до края на сезона.. През май 2012 е освободен.